# 이광조 (가수)
이광조는 대한민국의 가수이다.

## 이력
1976년 이정선이 작사 및 작곡한 노래 '나들이'로 데뷔했다.

## 인간 관계
- 이정선, 엄인호, 이주호와 절친한 친구 관계이다.

## 학력
- 경성고등학교
- 홍익대학교 미술대학 응용미술학과 학사

## 음반
- 1집 《사랑의 바람/바람편지》(1976년)
- 2집 《선창가에서/나들이》(1979년)
- 3집 《오늘같은 밤/갈래갈래/나들이》(1980년)
- 4집 《고향생각/빗속에서》(1981년)
- 베스트 《골든힛트곡 선집》(1981년)
- 우리노래전시회 《오 그대는 아름다운 여인》(1984년)-최성원 작사 작곡
- 5집 《영원한 길손/저 하늘에 구름따라》(1984년)
- 베스트 《The Best Of Lee Kwan Cho》(1984년)
- 6집 《사랑을 잃어버린 나/가까이 하기에 너무 먼 당신》(1985년)
- 7집 《블루스케치/그 누구인가》(1986년)
- 8집 《고향생각/빗속에서》(1986년)
- 9집 《세월가면/무정》(1987년)
- 10집 《Lee, Kwan Cho 10Th》(1987년)
- 스페셜 《Merry Christmas With Lee, Kwan Cho 》(1987년)
- 11집 《인생은/황금빛 노을/즐거운 인생》(1989년)
- 베스트 《Golden Hits Vol.2》(1989년)
- 12집 《시와 같은 하루를》(1990년)
- 13집 《이광조 1990》(1990년)
- 14집 《이별》(1991년)
- 베스트 《이광조 베스트》(1992년)
- 15집 《이광조 베스트》(1993년)
- 16집 《파라다이스의 꿈》(1996년)
- 베스트 《The Best》(1998년)
- 베스트 《History》(2002년)
- 17집 《Lee Kwang Cho》(2004년)
- 18집 《2006 이광조》(2006년)
- 미니앨범 《2008 Song's Mini Album》(2008년)
- 베스트 《베스트2011 (잃어버린 시간속으로)》(2011년)
- 싱글 《2019 이광조》 타이틀 - 청춘예찬 (2019년)

## 수상
- 1986년 KBS 가요대상 10대 가수상
- 1987년 KBS 가요대상 작사상